# 小渕世子
小渕 世子（こぶち せいこ、1973年10月31日 - ）は、日本の作曲家。

## 略歴
兵庫県立宝塚北高等学校演劇科卒。佛教大学卒。
コナミ（1997-1999）、カプコン（2000-2008）を経て、フリーランスへ。

## ゲーム音楽
- ソーラーアサルト（AC）
- テラバースト（AC）
- NBA IN THE ZONE（GB）
- ときめきメモリアルPOCKET（GB）
- 銃鋼戦記バレットバトラー（GB）
- ガイアマスターDUEL カードアタッカーズ（GB）
- バウンティーハンターサラ ホーリーマウンテンの帝王（PS）
- ファイナルファイトone（GBA）
- バイオハザード0（GC）
- ミッキーマウスの不思議な鏡（GC）
- ブレス オブ ファイアV ドラゴンクォーター（PS2）
- ミッキー&ミニー トリック&チェイス（GC）
- アラジン（GBA）
- ロックマンX7（PS2）
- ロックマンX コマンドミッション（PS2）（GC）
- DEMENTO（PS2)
- イレギュラーハンターX（PSP)
- ロックマンエグゼ5DS ツインリーダーズ（DS）
- 宝島Z バルバロスの秘宝（Wii）
- バイオハザード5（PS3）（Xbox 360）
- ぐらタン

## ドラマ音楽
- DRAMADA-J「そこにいるボギー」(2009)関西テレビ制作・関西ジャニーズJr.主演

## CM音楽
- ミスタードーナツ/ミスター飲茶全国版(2008)（コブチセイコ名義）

## 参加アルバム
- KONAMI Best Selection '98秋(1998)
- ロックマンX コマンドミッションオリジナル・サウンドトラック(2004)
- DEMENTOオリジナル・サウンドトラック(2005)
- バイオハザード サウンドクロニクル・ベスト・トラック・ボックス(2005)
- バイオハザード5オリジナル・サウンドトラック(2009)
- ぐわんげアレンジアルバム(2010)
- ロックマン10イメージサウンドトラック(2010)
- 新堂真弓「まゆみんとろにか 〜 新堂真弓 AKiBA SONG BEST -」(2010)

## ボーカル
- ロックマンX コマンドミッション（PS2）（GC）エンディングテーマ
- DEMENTO（PS2）エンディングテーマ
- 宝島Z バルバロスの秘宝（Wii）ヒント神の歌
- ミスタードーナツ/ミスター飲茶CMソング
- DRAMADA-J「そこにいるボギー」エンディングテーマ

## ボイスアクター
- めいわく星人パニックメーカー（PS2）
- バイオハザード アウトブレイク（PS2）
- バイオハザード4（GC）（PS2）

## その他
- 宝塚歌劇×逆転裁判プロジェクト　企画
- LCR ライブ・コミュニケーテッド・ロックマン（ロックマンサウンドイベント）　主催、企画、出演